# 水合蒎醇
水合蒎醇是一個黏液促进剂。

## 歷史
水合蒎醇由阿斯卡尼奥·索布雷洛發現，是萜烯的氧化產物。之後，手性蒎烯的氧化和還原反應也會產生香芹酮（在異丙基脫水的對應的環己基酮）和水合蒎醇的幾個可能同分異構體，這樣就可以判斷蒎烯和其他萜烯的反應機制和結構性質。 